# Omajjadische bouwkunst

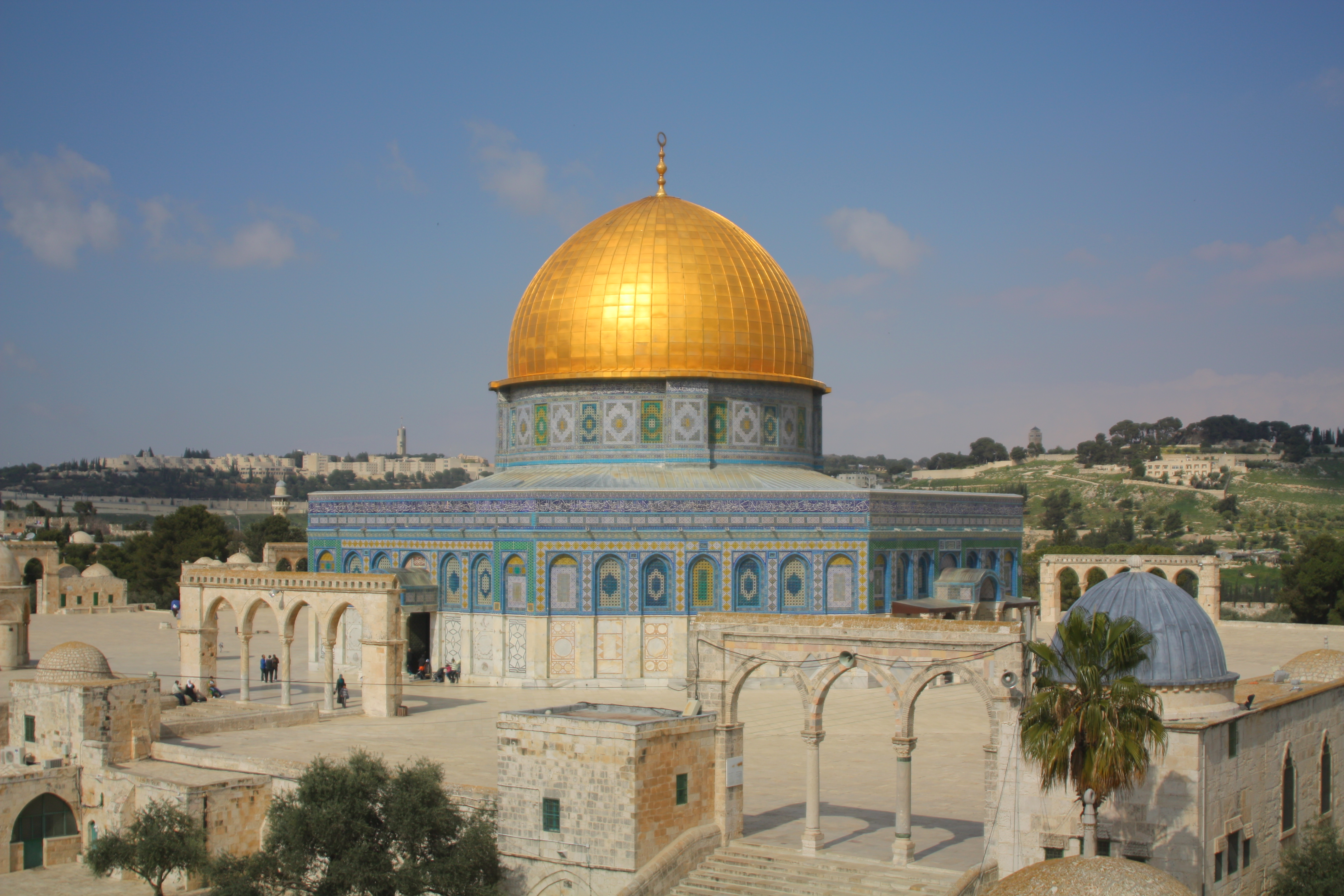
De Rotskoepel in Jeruzalem.

De Omajjadische bouwkunst was de bouwkunst die werd toegepast door de Omajjaden, de Arabische dynastie die over het Arabische Rijk regeerde van 661 tot 750. De Omajjadische bouwkunst is beïnvloed door de vroege Byzantijnse bouwkunst.
De bekendste voorbeelden van de Omajjadische bouwkunst zijn de Rotskoepel (691) in Jeruzalem en de Omajjadenmoskee (715) in Damascus.

## Stedenbouw
De eerste moslims bouwden, nadat zij een gebied hadden veroverd, aparte garnizoensplaatsen voor hun leger. Deze plaatsen worden amsar genoemd (enkelvoud: misr) in het Arabisch. Deze garnizoensplaatsen groeiden in de loop der tijd uit tot echte steden. De amsar werden volgens een recht stratenpatroon aangelegd, zoals eerder de Romeinse steden waren gebouwd.
Enkele bekende amsar zijn Basra, Koefa (beiden in het huidige Irak), Fustat (nu uitgegroeid tot Caïro, Egypte), Ramle (nu in Israël) en Ayla (nu deel van Akaba, Jordanië). In een latere fase werd ook de stad Anjar (Libanon) gebouwd. In het huidige Tunesië bouwden zij de stad Kairouan.

## Religieuze bouwwerken
Tijdens het bewind van kalief Abd al-Malik (regeerperiode 685-705), dus pas ongeveer zestig jaar na de dood van de profeet Mohammed, kregen de rituele geloofsverplichtingen een architectonische uitdrukkingsvorm in een aantal grote moskeeën. Voorbeelden van religieuze bouwkunst uit deze tijd zijn de Rotskoepelmoskee (691) en de Al-Aqsamoskee (705) te Jeruzalem en de Omajjadenmoskee te Damascus (715).
De structuur van de moskeeën werd gebaseerd op het huis van Mohammed in Medina, dat tal van functies had: het was een plaats voor persoonlijke en gezamenlijke gebeden, godsdienstonderwijs, politieke bijeenkomsten, rechtspraak en opvang van zieken en daklozen.

## Seculiere bouwwerken
Enkele voorbeelden van seculiere bouwwerken zijn het jachtslot/badhuis Quseir Amra (715) ten oosten van Amman en ook de stad Anjar, thans een ruïnecomplex in Libanon.
De Omajjaden waren de bouwers van de woestijnkastelen. Dit waren kastelen (forten) gelegen in het steppegebied in wat nu Syrië en Jordanië is. De functie van deze bouwwerken was verschillend. Sommigen kastelen waren een vesting, anderen dienden als jachtpaviljoen met badhuis (zoals Quseir Amra) of als karavanserai. Soms deden ze dienst als ontmoetingsplaats tussen de kalief of zijn afgevaardigden en de lokale bedoeïenenleiders.

## Decoraties van de bouwwerken
In de decoratieve kunst komen vooral marmer en mozaïek voor. Eveneens ontwikkelde het gebruik van arabesken zich, evenals de stucco-decoratie welke putte uit de Sassanidische traditie. Ook verwierven de wand- en vloerfresco's van Quseir Amra bekendheid. Een voorbeeld van de vloermozaïeken vinden we terug in het kasteel Khirbat al-Mafjar (Jericho) en het kasteel Mushatta in Jordanië.

## Lijst van belangrijke bouwwerken
In onderstaande tabel staan enkele bouwwerken van de Omajjaden.
| Naam              | Plaats (huidige naam) | Land      | Soort gebouw        | Bouwperiode   | Opdrachtgever | Opmerkingen                             |
| ----------------- | --------------------- | --------- | ------------------- | ------------- | ------------- | --------------------------------------- |
| Rotskoepel        | Jeruzalem             | Palestina | Heiligdom           | 685 - 691     | Abd al-Malik  | Werelderfgoedlijst                      |
| Al-Aqsamoskee     | Jeruzalem             | Palestina | Moskee              | 705           | Abd al-Malik  | Werelderfgoedlijst                      |
| Anjar             | Anjar                 | Libanon   | Stad                | Begin 8e eeuw | Walid I       | Werelderfgoedlijst                      |
| Omajjadenmoskee   | Damascus              | Syrië     | Moskee              | 706 - 715     | Walid I       | Werelderfgoedlijst                      |
| Quseir Amra       | Ten oosten van Amman  | Jordanië  | Jachtslot / badhuis | 711 - 715     | Walid I       | Werelderfgoedlijst                      |
| Paleis van Hisham | nabij Jericho         | Palestina | Paleis              | 743           | Walid II      |                                         |
| Qasr Mushatta     | nabij Amman           | Jordanië  | Kasteel             | 743           | Walid II      | Thans in het Pergamon Museum in Berlijn |